# ثيراين
بلدية ثيراين (بالإسبانية: Ceráin) هي بلدية تقع في مقاطعة غيبوثكوا التابعة لمنطقة إقليم الباسك شمال إسبانيا.

## الديموغرافيا
يبلغ عدد سكان بلدية ثيراين 257 نسمة عام 2011 (وفقاً للمعهد الوطني للإحصاء الإسباني).
| 233 | 242 | 251 | 243 | 248 | 243 | 257 |